# Berry Westra
Berry Westra (ur. 28 lutego 1961) – holenderski brydżysta z tytułami World Grand Master w kategorii Open (WBF) a także European Grand Master i  European Champion w kategorii Juniorów(EBL).
Berry Westra jest profesjonalnym brydżystą i redaktorem Bridge Beter Magazine. Na podstawie jego książek i programu (rozprowadzanego na CD) uczyło się gry brydża wiele osób.

## Wyniki brydżowe

### Olimpiady
Na olimpiadach uzyskał następujące rezultaty:
| Olimpiady brydżowe. Zawody teamów | Olimpiady brydżowe. Zawody teamów | Olimpiady brydżowe. Zawody teamów | Olimpiady brydżowe. Zawody teamów | Olimpiady brydżowe. Zawody teamów | Olimpiady brydżowe. Zawody teamów |
| Rok                               | Miejsce                           | Zawody                            | Kategoria                         | Drużyna                           | Pozycja                           |
| --------------------------------- | --------------------------------- | --------------------------------- | --------------------------------- | --------------------------------- | --------------------------------- |
| 2008                              | Pekin                             | 1. Olimpiada Sportów Umysłowych   | Open                              | Netherlands                       | 5                                 |
| 1992                              | Salsomaggiore                     | 9. Olimpiada Teamów               | Open                              | Netherlands                       | 3                                 |

### Zawody światowe
W światowych zawodach zdobył następujące lokaty:
| Mistrzostwa Świata. Konkurencja teamów | Mistrzostwa Świata. Konkurencja teamów | Mistrzostwa Świata. Konkurencja teamów   | Mistrzostwa Świata. Konkurencja teamów | Mistrzostwa Świata. Konkurencja teamów | Mistrzostwa Świata. Konkurencja teamów |
| Rok                                    | Miejsce                                | Zawody                                   | Kategoria                              | Drużyna                                | Pozycja                                |
| -------------------------------------- | -------------------------------------- | ---------------------------------------- | -------------------------------------- | -------------------------------------- | -------------------------------------- |
| 2011                                   | Veldhoven                              | 40. Mistrzostwa Świata Teamów            | Trans                                  | T Onstein                              | 5                                      |
| 2007                                   | Szanghaj                               | 38. Mistrzostwa Świata Teamów            | Trans                                  | Lavazza                                | 12                                     |
| 2006                                   | Werona                                 | 12. Mistrzostwa Świata                   | Open                                   | Orange                                 | 17                                     |
| 1998                                   | Lille                                  | 10. Mistrzostwa Świata                   | Open                                   | Westra                                 | 17                                     |
| 1995                                   | Pekin                                  | 32. Mistrzostwa Świata Teamów            | Open                                   | Netherlands                            | 8                                      |
| 1994                                   | Albuquerque                            | 9. Mistrzostwa Świata                    | Open                                   | Maas                                   | 17                                     |
| 1993                                   | Santiago                               | 31. Mistrzostwa Świata Teamów            | Open                                   | Netherlands                            | 1                                      |
| 1987                                   | Amsterdam                              | 1. Młodzieżowe Mistrzostwa Świata Teamów | Juniorzy                               | Netherlands                            | 1                                      |

| Mistrzostwa Świata. Konkurencja par | Mistrzostwa Świata. Konkurencja par | Mistrzostwa Świata. Konkurencja par | Mistrzostwa Świata. Konkurencja par | Mistrzostwa Świata. Konkurencja par | Mistrzostwa Świata. Konkurencja par |
| Rok                                 | Miejsce                             | Zawody                              | Kategoria                           | Partner                             | Pozycja                             |
| ----------------------------------- | ----------------------------------- | ----------------------------------- | ----------------------------------- | ----------------------------------- | ----------------------------------- |
| 2006                                | Werona                              | 12. Mistrzostwa Świata              | Open                                | Vincent Ramondt                     | 4                                   |

| Mistrzostwa Świata. Konkurencja indywidualna | Mistrzostwa Świata. Konkurencja indywidualna | Mistrzostwa Świata. Konkurencja indywidualna | Mistrzostwa Świata. Konkurencja indywidualna | Mistrzostwa Świata. Konkurencja indywidualna | Mistrzostwa Świata. Konkurencja indywidualna |
| Rok                                          | Miejsce                                      | Zawody                                       | Kategoria                                    | Pozycja                                      |                                              |
| -------------------------------------------- | -------------------------------------------- | -------------------------------------------- | -------------------------------------------- | -------------------------------------------- | -------------------------------------------- |
| 2000                                         | Ateny                                        | 5 Indywidualne Mistrzostwa Świata            | Open                                         | 10                                           |                                              |
| 1998                                         | Ajaccio                                      | 4. Indywidualne Mistrzostwa Świata           | Open                                         | 6                                            |                                              |
| 1996                                         | Paryż                                        | 3. Indywidualne Mistrzostwa Świata           | Open                                         | 35                                           |                                              |
| 1994                                         | Paryż                                        | 2. Indywidualne Mistrzostwa Świata           | Open                                         | 36                                           |                                              |
| 1992                                         | Paryż                                        | 1. Indywidualne Mistrzostwa Świata           | Open                                         | 13                                           |                                              |

### Zawody europejskie
W europejskich zawodach zdobył następujące lokaty:
| Zawody europejskie. Konkurencja teamów | Zawody europejskie. Konkurencja teamów | Zawody europejskie. Konkurencja teamów    | Zawody europejskie. Konkurencja teamów | Zawody europejskie. Konkurencja teamów | Zawody europejskie. Konkurencja teamów |
| Rok                                    | Miejsce                                | Zawody                                    | Kategoria                              | Drużyna                                | Pozycja                                |
| -------------------------------------- | -------------------------------------- | ----------------------------------------- | -------------------------------------- | -------------------------------------- | -------------------------------------- |
| 2011                                   | Bad Honnef                             | 10. Puchar Europy                         | Open                                   | BC'T Onstein 2                         | 9                                      |
| 2009                                   | Paryż                                  | 8. Puchar Europy                          | Open                                   | BCL - Netherlands                      | 7                                      |
| 2009                                   | San Remo                               | 4. Otwarte Mistrzostwa Europy             | Open                                   | Ned Red                                | 5                                      |
| 2008                                   | Pau                                    | 49. Mistrzostwa Europy Teamów             | Open                                   | Netherlands                            | 6                                      |
| 2007                                   | Antalya                                | 3. Otwarte Mistrzostwa Europy             | Open                                   | Orange 2                               | 3                                      |
| 2006                                   | Rzym                                   | 5. Puchar Europy                          | Open                                   | TLR - Netherlands                      | 2                                      |
| 2006                                   | Warszawa                               | 48. Mistrzostwa Europy Teamów             | Open                                   | Netherlands                            | 5                                      |
| 2003                                   | Rzym                                   | 2. Puchar Europy                          | Open                                   | Lombard Rotterdam                      | 3                                      |
| 2003                                   | Mentona                                | 1. Otwarte Mistrzostwa Europy             | Open                                   | Net Muller                             | 17                                     |
| 2002                                   | Salsomaggiore                          | 46. Mistrzostwa Europy Teamów             | Open                                   | Netherlands                            | 7                                      |
| 1995                                   | Vilamoura                              | 42. Mistrzostwa Europy Teamów             | Open                                   | Netherlands                            | 3                                      |
| 1993                                   | Mentona                                | 41. Mistrzostwa Europy Teamów             | Open                                   | Netherlands                            | 4                                      |
| 1991                                   | Killarney                              | 40. Mistrzostwa Europy Teamów             | Open                                   | Netherlands                            | 6                                      |
| 1989                                   | Turku                                  | 39. Mistrzostwa Europy Teamów             | Open                                   | Netherlands                            | 7                                      |
| 1987                                   | Brighton                               | 38. Mistrzostwa Europy Teamów             | Open                                   | Netherlands                            | 12                                     |
| 1986                                   | Budapeszt                              | 10. Młodzieżowe Mistrzostwa Europy Teamów | Juniorzy                               | Netherlands                            | 1                                      |
| 1984                                   | Hasselt                                | 9. Młodzieżowe Mistrzostwa Europy Teamów  | Juniorzy                               | Netherlands                            | 8                                      |
| 1982                                   | Salsomaggiore                          | 8. Młodzieżowe Mistrzostwa Europy Teamów  | Juniorzy                               | Netherlands                            | 8                                      |
| 1980                                   | Kefar ha-Makkabbi                      | 7. Młodzieżowe Mistrzostwa Europy Teamów  | Juniorzy                               | Netherlands                            | 15                                     |

| Zawody europejskie. Konkurencja par | Zawody europejskie. Konkurencja par | Zawody europejskie. Konkurencja par | Zawody europejskie. Konkurencja par | Zawody europejskie. Konkurencja par | Zawody europejskie. Konkurencja par |
| Rok                                 | Miejsce                             | Zawody                              | Kategoria                           | Partner                             | Pozycja                             |
| ----------------------------------- | ----------------------------------- | ----------------------------------- | ----------------------------------- | ----------------------------------- | ----------------------------------- |
| 2009                                | San Remo                            | 4. Otwarte Mistrzostwa Europy       | Open                                | Vincent Ramondt                     | 10                                  |
| 2007                                | Antalya                             | 3. Otwarte Mistrzostwa Europy       | Open                                | Vincent Ramondt                     | 8                                   |
| 2003                                | Mentona                             | 1. Otwarte Mistrzostwa Europy       | Open                                | Willem van Eijck                    | 127                                 |
| 1995                                | Rzym                                | 8. Mistrzostwa Europy Par           | Open                                | Bauke Muller                        | 11                                  |
| 1993                                | Bielefeld                           | 7. Mistrzostwa Europy Par           | Open                                | Willem van Eijck                    | 103                                 |
| 1991                                | Montecatini                         | 6. Mistrzostwa Europy Par           | Open                                | Willem van Eijck                    | 5                                   |
| 1989                                | Salsomaggiore                       | 5. Mistrzostwa Europy Par           | Open                                | Enri Leufkens                       | 73                                  |
| 1987                                | Paryż                               | 4. Mistrzostwa Europy Par           | Open                                | Enri Leufkens                       | 90                                  |

## Klasyfikacja
- Berry Westra – klasyfikacja WBF (ang.)
- Berry Westra – klasyfikacja EBL (ang.)